# Marc Groenen
Marc Groenen est historien de l'art, préhistorien et philosophe des sciences, professeur de préhistoire honoraire de l’Université Libre de Bruxelles (ULB). Ses recherches portent sur l'univers socio-cognitif, comportemental et esthétique de l'Homme du Paléolithique supérieur (35.000-9.000 avant notre ère).

## Recherches
À l'encontre des idées reçues en préhistoire, Marc Groenen montre que les hommes et les femmes du Paléolithique étaient capables d’innovations techniques, d’adaptation fine à des milieux variés et d’expression symbolique élaborée. Il rappelle la diversité des habitats, l’existence d’échanges sur de longues distances, révélant des réseaux de communication efficaces. Il souligne la complexité des comportements sociaux et la transmission des savoirs et des savoir-faire. Mais surtout, il démontre que les sociétés paléolithiques comptaient parmi elles des peintres, des graveurs et des sculpteurs dont les compétences graphiques étaient comparables à celles des artistes des époques historiques,.
Il s'attache également à mieux connaître les pratiques esthétiques et métaphysiques paléolithiques, en particulier à travers l'étude de l'art pariétal et de l'art mobilier. Pour lui, les motifs pariétaux s'organisent en fonction des particularités naturelles des parois et de la structure architectonique des cavités, ce qui l'amène à considérer l'espace souterrain comme une architecture ornée, et non comme une collection de panneaux décorés. Pour les artistes paléolithiques, espace physique et espace symbolique ne se confondaient pas, ce que Marc Groenen thématise par la notion d’espace vécu.
Cette approche croisée a été appliquée de manière analytique aux grottes cantabriques du mont Castillo (classées au Patrimoine mondial de l'Unesco), et plus particulièrement à la grotte d'El Castillo et à celle de La Pasiega, mais aussi à certaines grottes du Sud-Ouest français, comme celle de Pair-non-Pair,, en Gironde. Marc Groenen s'intéresse en particulier à la manière dont l'oeuvre d'art paléolithique doit être regardée et questionnée,.

## Historiographie
Les travaux historiographiques de Marc Groenen s’inscrivent dans une démarche critique visant à interroger les fondements épistémologiques et les configurations ayant façonné l’histoire de la préhistoire en tant que discipline scientifique. Loin de se limiter à une simple reconstitution factuelle des étapes du développement de la discipline, il s’attache à mettre en évidence les conditions culturelles, idéologiques et théoriques qui ont orienté l’émergence et l’évolution des discours sur la préhistoire. Dans son ouvrage Pour une histoire de la préhistoire, il propose ainsi une analyse des paradigmes qui ont dominé dans l’interprétation des sociétés paléolithiques, en soulignant les cadres méthodologiques et épistémologiques qui ont, tour à tour, structuré la lecture des témoins archéologiques et des manifestations artistiques. Cette approche critique se double d’une attention particulière portée aux acteurs de la discipline : à travers son étude consacrée à François Daleau et divers articles sur les relations complexes entre certains pionniers oubliés ou marginalisés,,, Marc Groenen réévalue leur place dans l’histoire de la préhistoire. Enfin, son analyse de la pensée d’André Leroi-Gourhan, notamment sous l’angle philosophique et esthétique, témoigne de son souci constant de replacer les théories structurantes de la préhistoire dans une perspective anthropologique globale. L’ensemble de ses recherches vise moins à restituer la préhistoire comme un domaine de savoirs empiriques que comme un champ de pensée traversé par des choix interprétatifs et des visions du monde historiquement ancrés.

## Paléocognition

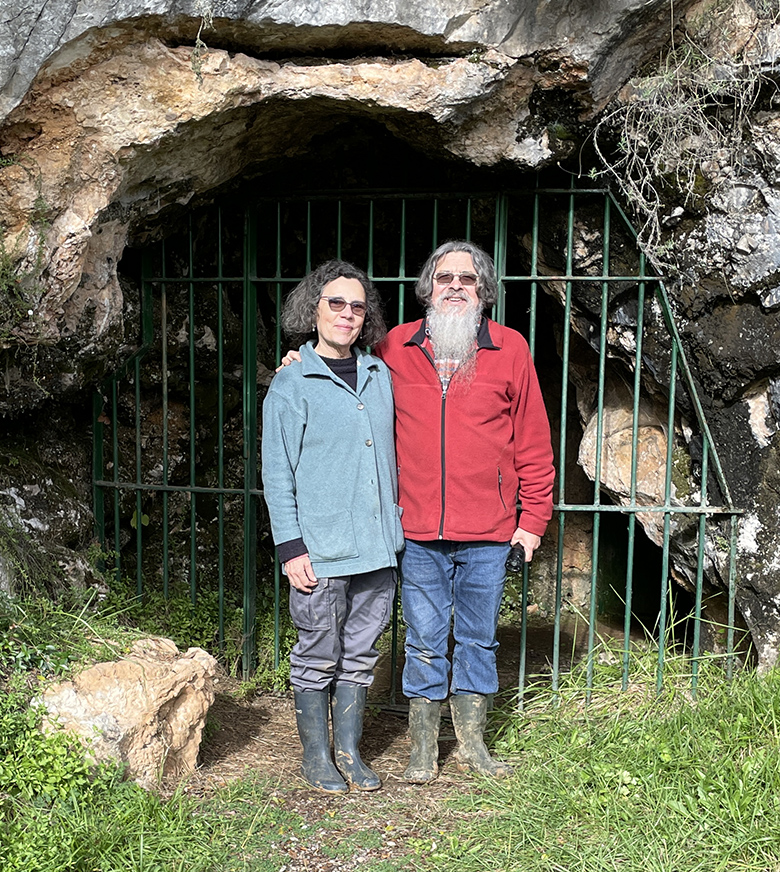
Marie-Christine & Marc Groenen.

Marie-Christine Groenen est psychologue sociale (Université de Paris 8) et photographe. Elle travaille depuis toujours avec Marc Groenen dans les grottes ornées paléolithiques,,,.
Dans cette recherche, Marc & Marie-Christine Groenen souhaitent explorer la question de la paléocognition en tant que mobilisation de processus cognitifs complexes dans la production artistique au Paléolithique supérieur. La direction générale de cette recherche consiste à réinscrire les oeuvres pariétales et mobilières dans un cadre d'analyse où la cognition humaine - visuelle, motrice, spatiale et symbolique - est activement sollicitée et historiquement située. Loin de se limiter à une perspective iconographique ou stylistique, les auteurs s'attachent à reconstruire les modalités d'apprentissage, de transmission et de mise en oeuvre des savoir-faire graphiques. À travers l'étude des traces matérielles et des procédés techniques, ils montrent que ces productions impliquent non seulement une expertise, mais aussi des schémas mentaux élaborés, des intentions esthétiques précises et une anticipation de la réception de l'image - ce que les auteurs appellent une "métacognition sociale". Ce faisant, cette recherche s'inscrit dans une perspective interdisciplinaire qui mobilise à la fois la psychologie cognitive, la neuro-esthétique, l'archéologie et l'histoire de l'art, pour mettre en lumière les capacités représentationnelles des artistes préhistoriques et les conditions sociales de leur émergence .

## Publications
- [Leroi-Gourhan 1992] André Leroi-Gourhan (dir.) (Présentation générale (108 p.) et appareil critique par M. Groenen), L'Art pariétal : langage de la Préhistoire, Grenoble, Jérôme Millon, coll. « L'Homme des Origines », 1992, 423 p. (lire en ligne).
- 1994. Pour une histoire de la préhistoire. Le Paléolithique, Grenoble, Jérôme Millon, 1994  (ISBN 2-905614-93-5).
- [1997] Ombre et lumière dans l'art des grottes, Bruxelles, ULB, Centre de Recherches et d'Études technologiques des Arts plastiques, coll. « Cahiers d'études » (no 6), 1997, 109 p. (présentation en ligne).
- [2000] Sombra y luz en el arte paleolítico, Barcelona, éd. Ariel, 2000, 135 p. (lire en ligne [PDF] sur researchgate.net).
- [2004] (dir.), Art du Paléolithique et du Mésolithique (Actes du 14e Congrès mondial de l'UISPP (Liège, 2-8 septembre 2001)), Oxford, Archaeopress, coll. « BAR », 2004
- 2009. Le Paléolithique, Paris, Le Cavalier bleu, 2008 ("Idées reçues")  (ISBN 2846702055) ; Marc Groenen, Introduction à la préhistoire, Paris, Ellipses, 2009 (ISBN 2729851313) (ISBN 978-2729851316).
- 2010. Marc Groenen & Didier Martens, Les peintures de la grotte de La Pasiega A (Puente Viesgo, Cantabrie) à l’épreuve de la méthode de l’attribution, dans : M. Groenen & D. Martens, Methods of art history tested against prehistory. Actes du 15eCongrès mondial de l'UISPP (Lisbonne, 4-10 septembre 2006), Oxford, Archaeopress, 2010 : 13-21.
- [2013] (dir.), Expressions esthétiques et comportements techniques au Paléolithique (Actes du 16e Congrès mondial de l'UISPP, Florianopolis, Brésil, {{date-|septembre 2011}), Oxford, Archaeopress, 2013
- [2016] M. Groenen (dir.) et M.C. Groenen (dir.), Style, techniques et expression graphique dans l'art sur paroi rocheuse (Actes du 17e Congrès mondial de l'UISPP (Burgos, 1-{{date-|7 septembre 2014}), Oxford, BAR, 2016 (ISBN 978-1-407-31446-4).
- 2017. Le rôle de la lumière dans l’art des grottes au Paléolithique supérieur, dans : C. Beaufort & M. Lebrère (dir.), Ambivalences de la lumière, Paris, Presses de l’Université de Pau et des Pays de l’Adour, 2017 : 231-249.
- 2018. L'art des grottes ornées du Paléolithique supérieur. Voyages dans les espaces-limites, Bruxelles, Académie royale de Belgique, 2018.

- 2018. Marc Groenen & Jean-Noël Missa, La question de l’avenir de l’homme : approches historiques et prospectives, dans : Y.C. Zarka (dir.), Les révolutions du 21e siècle, Paris, PUF, 2018 : 537-564.

- 2018. Reproduire l’art des grottes ornées paléolithiques : du relevé au fac-similé, Koregos (Revue et encyclopédie multimédia des arts), 2018 – http://www.koregos.org/fr/marc-groenen-reproduire-art-grottes-ornees-paleolithiques-du-releve-fac-simile/ (publié en ligne le 16.04.2018).
- 2019. Malen in einer Höhle im Jungpaläolithikum: das Beispiel von La Pasiega (Kantabrien, Spanien), dans : M. Kupczyk, L. Schwarte, C. Warsen, Kulturtechnik Malen. Die Welt aus Farbe erschaffen. Paderborn, Wilhelm Fink Verlag, 2019 : 233-260.
- 2020. La trace matérielle de l’œuvre d’art, dans : E. Paillet, P. Paillet & E. Robert (dir.), Voyages dans une forêt de symboles. Mélanges offerts au Professeur Denis Vialou, Treignes,CEDARC, 2020 : 257-268.
- 2021. François Daleau, fondateur de l'archéologie préhistorique, Grenoble, Jérôme Millon, 2021 (ISBN 978-1-407-31446-4).
- 2022. Y a-t-il une culture de l’image au début du Paléolithique supérieur ? Conséquences épistémologiques, dans : T. Casini, A. Ducci & F. Martini (ed.), Art before Art. L’uomo cosciente e l’arte delle origini : con e dopo Carlo Ludovico Ragghianti. Atti del convegno (Firenze 30 settembre 2021 e Luca 1-2 ottobre 2021), Lucca, Edizioni Fondazione Ragghianti Studi sull’ arte, 2022 : 211-226.
- 2022. M. Groenen, M.C. Groenen & M. Martinez, Les bouquetins de Pair-non-Pair (Gironde, France), dans : A. Averbough, V. Feruglio, F. Plassard & G. Sauvet (dir.), Bouquetins et Pyrénées. Tome 2 : De la Préhistoire à nos jours. Offert à Jean Clottes, Aix-en-Provence, Presses universitaires de Provence, 2022 : 468-471.
- 2023. La matérialité du temps long en préhistoire, dans : J.M. Geneste, P. Grosos & B. Valentin, Préhistoire : nouvelles frontières, Paris, Maison des Sciences de l’Homme, 2023 : 27-36.
- 2023. Las cuevas decoradas del Monte Castillo y de Hornos de la Peña / Les grottes ornées du mont Castillo et de Hornos de la Peña, Torrelavega, Librucos, 2023 (édition bilingue).

## Distinctions
Prix "Bastón de mando" reçu le 18.11.2024 de la Sociedad Prehistórica de Cantabria en hommage à ses travaux dans les grottes ornées de Cantabrie.
Prix 2021 Edmond Bastide reçu de l'Académie nationale des sciences, belles-lettres et arts de Bordeaux pour l'ouvrage François Daleau, fondateur de l'archéologie préhistorique.
Grand Officier de l'Ordre de Léopold II - prise de rang le 15.11.2007.

## Ressources audiovisuelles
- Entretien sur l'ouvrage "L'art des grottes ornées du Paléolithique supérieur. Voyage dans les espaces limites".  Disponible aussi sur Youtube.
- L'humanité de l'homme et ses représentations. La question des origines relancée. Conférence donnée au Théâtre des Doms à Avignon (2010). L'humanité de l'homme
- Emission "Un point c'est tout !" sur L'art des grottes - sur Youtube
- Documentaire sur la grotte d'El Castillo - sur Youtube.